# Grimmeodendron eglandulosum
Grimmeodendron eglandulosum är en törelväxtart som först beskrevs av Achille Richard, och fick sitt nu gällande namn av Ignatz Urban. Grimmeodendron eglandulosum ingår i släktet Grimmeodendron och familjen törelväxter. Inga underarter finns listade i Catalogue of Life.